# Byrknes
Byrknes este o localitate din comuna Gulen, provincia Sogn og Fjordane, Norvegia, cu o suprafață de 0,44 km² și o populație de 285 locuitori (2013).